# Dan Edward Garvey
Daniel Edward Garvey (* 19. Juni 1886 in Vicksburg, Mississippi; † 5. Februar 1974 in Tucson, Arizona) war ein US-amerikanischer Politiker (Demokratische Partei) und von 1948 bis 1951 Gouverneur des Bundesstaates Arizona. Er war mit Thirza Jannette Vail verheiratet. Das Paar hatte drei gemeinsame Kinder.

## Frühe Jahre und politischer Aufstieg
Er besuchte die Konfessionsschulen in Mississippi und graduierte 1901 am St. Aloysius College. Als er später nach Arizona zog, fing er als Buchhalter bei der Eisenbahn an. Er übte dieses Tätigkeit bis 1930 aus, als er Stadtrat von Tucson wurde. Garvey wurde 1935 zum Schatzmeister des  Pima County und 1938 von Tucson gewählt. 1940 zog er nach Phoenix, wo er als Assistent des Secretary of State, Harry M. Moore, tätig war. Garvey wurde 1942 nach dem Tod von Moore selbst zum Secretary of State ernannt.

## Gouverneur von Arizona
Am 25. Mai 1948 verstarb Gouverneur Sidney Preston Osborn im Amt. Als Secretary of State wurde Garvey kommissarischer Gouverneur von Arizona. Das bedeutendste Ereignis während dieser Zeit war die Entscheidung des Arizona Supreme Court, das den Indianern in den Reservaten das Stimmrecht bei den Vorwahlen gab.
Am 4. November 1948 gewann Garvey die Wahl zum Gouverneur von Arizona und wurde am 3. Januar 1949 vereidigt. Während seiner Amtszeit wurde eine neue Straßenverkehrsordnung verabschiedet, eine Kindersiedlung geschaffen und das Hochschulwesen bekam höhere finanzielle Unterstützung. Garvey verließ sein Amt am 1. Januar 1951, nachdem er bei den Vorwahlen von 1950 besiegt wurde.

## Weiterer Lebenslauf
Anschließend wurde er Arizonas Verwalter für die Reconstruction Finance Corporation. Dann wurde er 1955 zum staatlichen Prüfer ernannt, ein Amt, das er bis zu seinem Rücktritt 1969 bekleidete. Garvey starb am 5. Februar 1974 und wurde in Tucson beigesetzt.